# Перелік українських атак по прикордонних регіонах РФ (2022)
У таблицях подана інформація про атаки та інциденти у Брянській, Курській, Бєлгородській, Воронезькій, Ростовській областях та Краснодарському краї протягом 2022 року, про які відомо з відкритих джерел.
| атака без загиблих |
| атака з загиблими  |

З весни 2022 року російськими ЗМІ регулярно повідомляється про застосування дронів, мінометні та артилерійські обстріли у прифронтових районах Бєлгородської, Брянської, Ростовської та Курської областях.
Впродовж 2022 року у Росії зафіксовано найбільшу за останні десять років кількість вибухів, за даними російського видання «Верстка», у 2022 році порівняно з 2021 у більш ніж чотири рази зросла кількість вибухів, та більш ніж у 20 разів кількість постраждалих (понад 10 000).

## Обстріли вздовж лінії зіткнення
- Атака на авіабазу «Міллерово»

| дата       | регіон               | місце                | тип атаки  | влучання                                                                      | жертви                                                              |
| ---------- | -------------------- | -------------------- | ---------- | ----------------------------------------------------------------------------- | ------------------------------------------------------------------- |
| 25.02.2022 | Ростовська область   | Міллерово            | Точка-У    | авіабаза «Міллерово», було знищено щонаймненше один Су-30СМ                   | 3 загиблих                                                          |
| 23.03.2022 | Бєлгородська область | Журавльовка          | —          | заявлено про обстріл населеного пункту                                        | 3 поранено                                                          |
| 24.03.2022 | Бєлгородська область | Журавльовка          | —          | заявлено про обстріл населеного пункту                                        | 1 загиблий                                                          |
| 29.03.2022 | Бєлгородська область | Красний Октябрь      | Точка-У    | відомо про обстріл військової частини та складу боєприпасів                   | 8 поранених, 23 одиниці техніки знищено                             |
| 01.04.2022 | Бєлгородська область | Нікольскоє           | артобстріл | заявлено про обстріл населеного пункту                                        | —                                                                   |
| 12.04.2022 | Бєлгородська область | Шебекіно             | —          | заявлено про пошкодження обстрілом ЗСУ залізничної інфраструктури             | —                                                                   |
| 14.04.2022 | Бєлгородська область | Журавльовка          | артобстріл | заявлено про обстріл населеного пункту                                        | 1 поранений                                                         |
| 14.04.2022 | Бєлгородська область | Сподарюшино          | артобстріл | заявлено про обстріл населеного пункту                                        | —                                                                   |
| 14.04.2022 | Брянська область     | Климів               | авіаудар   | заявлено про обстріл населеного пункту гелікоптерами                          | —                                                                   |
| 19.04.2022 | Бєлгородська область | Головчино            | артобстріл | заявлено про обстріл населеного пункту                                        | —                                                                   |
| 24.04.2022 | Бєлгородська область | Отрадноє             | артобстріл | заявлено про обстріл населеного пункту                                        | —                                                                   |
| 25.04.2022 | Брянська область     | Брянськ              | —          | нафтобаза                                                                     | —                                                                   |
| 25.04.2022 | Бєлгородська область | Нєхотєєвка           | артобстріл | заявлено про обстріл населеного пункту                                        | —                                                                   |
| 26.04.2022 | Бєлгородська область | Головчино            | —          | заявлено про обстріл населеного пункту                                        | 2 поранених                                                         |
| 27.04.2022 | Бєлгородська область | Стара Нелидівка      | обстріл    | відомо про влучання у склад із боєприпасами                                   | 7 загиблих, 43 поранено, знищено 15 і пошкоджено 30 одиниць техніки |
| 03.05.2022 | Бєлгородська область | Борисовський р-н     | —          | обстріл з гранатометів території заводу                                       | —                                                                   |
| 05.05.2022 | Бєлгородська область | Журавльовка          | артобстріл | заявлено про обстріл населеного пункту                                        | —                                                                   |
| 05.05.2022 | Бєлгородська область | Нєхотєєвка           | артобстріл | заявлено про обстріл населеного пункту                                        | —                                                                   |
| 11.05.2022 | Бєлгородська область | Солохи               | артобстріл | заявлено про обстріл населеного пункту                                        | 1 загиблий, 6 поранено                                              |
| 14.05.2022 | Бєлгородська область | Середа               | артобстріл | заявлено про обстріл населеного пункту                                        | —                                                                   |
| 17.05.2022 | Бєлгородська область | Бєзимєно             | артобстріл | заявлено про обстріл населеного пункту                                        | 1 поранено                                                          |
| 18.05.2022 | Бєлгородська область | Солохи               | артобстріл | заявлено про обстріл населеного пункту                                        | —                                                                   |
| 19.05.2022 | Курська область      | Тьоткіно             | артобстріл | заявлено про обстріл спиртзаводу                                              | 1 загиблий, 2+ поранено                                             |
| 25.05.2022 | Бєлгородська область | Журавльовка          | артобстріл | заявлено про обстріл населеного пункту                                        | —                                                                   |
| 27.05.2022 | Бєлгородська область | Нєхотєєвка           | артобстріл | заявлено про обстріл населеного пункту                                        | 1 поранено                                                          |
| 27.05.2022 | Брянська область     | Суземський р-н       | —          | щонайменше 6 прикордонників загинули в ході бойових дій                       | 6 загиблих                                                          |
| 31.05.2022 | Бєлгородська область | Полтіотдєльскій      | артобстріл | заявлено про обстріл населеного пункту                                        | —                                                                   |
| 31.05.2022 | Бєлгородська область | Октябрскій           | артобстріл | заявлено про обстріл населеного пункту                                        | —                                                                   |
| 04.06.2022 | Брянська область     | Погарський р-н       | —          | заявлено про обстріл населеного пункту Случаєвск                              | —                                                                   |
| 21.06.2022 | Бєлгородська область | Бєлгородська область | —          | щонайменше 4 прикордонників загинули в ході бойових дій                       | 4 загиблих                                                          |
| 19.08.2022 | Бєлгородська область | Тимонове             | —          | склад із боєприпасами                                                         | —                                                                   |
| 10.09.2022 | Курська область      | Курська область      | рейд       | відомо про ліквідованого російського полковника з некрологів у російських ЗМІ | 1+ загиблий                                                         |
| 16.09.2022 | Бєлгородська область | Валуйки              | Точка-У    | електропідстанція                                                             | 1 загиблий                                                          |
| 11.10.2022 | Бєлгородська область | Шебекіно             | обстріл    | пожежа на об'єкті енергетичної інфраструктури внаслідок атаки БПЛА            | —                                                                   |
| 13.10.2022 | Бєлгородська область | Октябрський          | —          | склад із боєприпасами, особовий склад                                         | 3 загиблих, 14 поранених                                            |
| 22.10.2022 | Бєлгородська область | Шебекіно             | артобстріл | цивільна інфраструктура                                                       | 2 загиблих, 11 поранених                                            |
| 06.11.2022 | Бєлгородська область | Грайворонський р-н   | —          | промисловий об'єкт                                                            | —                                                                   |
| 20.11.2022 | Бєлгородська область | Маслова Пристань     | AGM-88     | об'єкт військової інфраструктури                                              | —                                                                   |
| 13.12.2022 | Брянська область     | Климово              | —          | об'єкт військової інфраструктури                                              | —                                                                   |
| 20.12.2022 | Бєлгородська область | Шебекіно             | артобстріл | електропідстанція                                                             | 1 поранений                                                         |
| 27.12.2022 | Курська область      | Курська область      | міни       | підрив бронетранспортера на мінах                                             | бронетранспортер, 2+ поранено                                       |

## Атаки вглиб прикордонних регіонів
| дата       | регіон               | місце             | тип атаки  | влучання | жертви                  |
| ---------- | -------------------- | ----------------- | ---------- | --- | ----------------------- |
| 24.02.2022 | Бєлгородська область | Бєлгород          | артобстріл | заявлено про обстріл населеного пункту                                                                                   | —                       |
| 01.03.2022 | Ростовська область   | Таганрог          | Точка-У    | заявлено про перехоплену українську ракету Точка-У                                                                       | —                       |
| 01.04.2022 | Бєлгородська область | Бєлгород          | авіаудар   | нафтобаза | —                       |
| 25.04.2022 | Брянська область     | Брянськ           | —          | нафтобаза | —                       |
| 30.04.2022 | Брянська область     | Стародубський р-н | авіаудар   | авіабомбовий удар із Су-24 по нафтоналивній станції ООО НК «Русснефть-Брянск»                                            | —                       |
| 22.06.2022 | Ростовська область   | Новошахтинськ     | БПЛА       | Новошахтинський завод нафтопродуктів                                                                                     | —                       |
| 03.07.2022 | Бєлгородська область | Бєлгород          | —          | не встановлено, пошкоджено житлові будинки від російської ракети ППО                                                     | 3 загиблих, 4 поранених |
| 04.08.2022 | Курська область      | Курська АЕС       | диверсія   | російською владою було заявлено про атаки українських диверсантів на інфраструктуру АЕС через що було порушена її робота | —                       |
| 09.08.2022 | Курська область      | Курська АЕС       | диверсія   | російською владою було заявлено про атаки українських диверсантів на інфраструктуру АЕС через що було порушена її робота | —                       |
| 12.08.2022 | Курська область      | Курська АЕС       | диверсія   | російською владою було заявлено про атаки українських диверсантів на інфраструктуру АЕС через що було порушена її робота | —                       |
| 12.09.2022 | Ростовська область   | Таганрог          | —          | ймовірна атака, пролунав потужний вибух від якого зазнали ушкоджень щонайменше декілька житлових будинків                | —                       |
| 13.10.2022 | Бєлгородська область | Бєлгород          | —          | пошкодження житлових будинків внаслідок дій ППО, ракетна атака                                                           | 1 загиблий підполковник |
| 15.10.2022 | Бєлгородська область | Бєлгород          | —          | відомо про атаку на нафтобазу, і пожежу внаслідок влучання                                                               | —                       |
| 19.10.2022 | Бєлгородська область | Бєлгород          | —          | об'єкт критичної інфраструктури                                                                                          | —                       |
| 18.12.2022 | Бєлгородська область | Бєлгород          | —          | пошкодження житлових будинків внаслідок дій ППО                                                                          | —                       |

## Інші інциденти
| дата       | регіон               | місце          | тип атаки | влучання                                                                                   | жертви               |   |
| ---------- | -------------------- | -------------- | --------- | ------------------------------------------------------------------------------------------ | -------------------- | - |
| 24.02.2022 | Краснодарський край  | Єйськ          | —         | ймовірна атака, наслідки не встановлені                                                    | —                    |   |
| 01.05.2022 | Бєлгородська область | Стрілецьке     | пожежа    | пожежа на території одного з об'єктів міноборони РФ                                        | —                    |   |
| 11.06.2022 | Брянська область     | Клинці         | пожежа    | на території військової частини згоріла військова техніка                                  | —                    |   |
| 14.06.2022 | Брянська область     | Клинці         | —         | ймовірна атака, ушкоджень зазнали об'єкти інфраструктури                                   | —                    |   |
| 28.06.2022 | Курська область      | Курськ         | БПЛА      | ймовірна атака, пролунав вибух у районі базування двох авіаполків                          | —                    |   |
| 21.11.2022 | Московська область   | Москва         | пожежа    | пожежа на складі біля Ленінградського вокзалу                                              | 5 загиблих           | — |
| 13.12.2022 | Брянська область     | Клинці         | пожежа    | пожежа на території військової частини                                                     | —                    |   |
| 28.12.2022 | Ростовська область   | Новочеркаськ   | пожежа    | на території військової частини згоріла казарма, що належала 150-й мотострілецькій дивізії | —                    |   |
| 31.12.2022 | Ростовська область   | Ростовська АЕС | —         | відомо що на Ростовській АЕС у Росії сталася пожежа, є загиблий                            | щонайменше 1 загилий |   |

## Атаки та інциденти на залізниці
| дата       | регіон               | місце    | тип атаки | влучання                                                          | жертви |
| ---------- | -------------------- | -------- | --------- | ----------------------------------------------------------------- | ------ |
| 12.04.2022 | Бєлгородська область | Шебекіно | —         | заявлено про пошкодження обстрілом ЗСУ залізничної інфраструктури | —      |